# Leduc 021
Leduc 021 byl francouzský celokovový jednomístný experimentální stíhací letoun poháněný náporovým motorem.

## Vznik
V roce 1951 získal konstruktér René Leduc od Ministere de l'Air objednávku na vývoj stíhacího stroje schopného zachytit bombardovací letouny srovnatelné s typem Convair B-36. Nový letoun měl dosahovat rychlosti M = 0,8, stoupavosti 250 m/s a dostupu 14 000 m.
Konstrukčně měla být stíhačka jednomístná, poháněná náporovým motorem s dvojicí pomocných kompresorových proudových motorů a hermetizovanou pilotní kabinou. Výzbroj měly tvořit dva kanóny Hispano ráže 30 mm, nebo 42 protiletadlových neřízených raket.
Objednány byly dva prototypy s označením Leduc 021, které měly být přechodovým typem k nadzvukové stíhačce Leduc 022.
První prototyp byl navržen jako neozbrojený a bez pomocných kompresorových motorů, který měl vzlétat pomocí nosiče SE.161 Languedoc jako předchozí typy Leduc 010 a Leduc 016. Po dosažení potřebné rychlosti měla elektrická svíčka zažehnout vylepšený Leducův náporový motor, umístěný v zadní polovině trupu. Pro svůj nový typ 021 Leduc vyvinul jednostopý zatažitelný podvozek se dvěma koly v tandému. Opěrné podvozkové nohy s malými kolečky byly instalovány na koncích křídla pod vřetenovými tělesy, které měly aerodynamicky simulovat pomocné proudové motory a sklápěly se směrem dozadu do plochých kapot. Pod koncovou partií trupu byla přimontována pomocná ostruha.
Jednomístná klimatizovaná kabina byla v případě nouze odhazovací, opatřená trojicí padáků. Vstup do pilotní sedačky umožňovalo vysunutí příďového kuželu kupředu.

## Vývoj
První Leduc 021-01 byl ze závodu v Argenteuil vyexpedován 16. března 1953. Do vzduchu byl poprvé vynesen 20. března a do dubna 1953 vykonal v Brétigny pod dohledem Střediska pro letové zkoušky (CEV) 43 letů. Poté byl přelétnut do Istres, kde se pokračovalo v testech. Celkem vykonal 214 letů, z toho 125 se zažehnutým náporovým motorem.
Také druhý prototyp Leduc 021-02 zůstal neozbrojený a bez pomocných proudových agregátů. Dokončen byl počátkem roku 1954, první let vykonal 21. února. Celkem absolvoval 170 letů, z toho 123 se zažehnutým náporovým motorem.
Oba stroje posloužily dalšímu vývoji náporového motoru Leduc, zejména při dolaďování spalovacího pochodu v jednotlivých prstencích a nastavování usměrňovacích lopatek. V roce 1955 byly vystavovány na hřbetech trupů nosných Languedoců (imatrikulace F-ZLAV a F-ZLAW) na aerosalónu v Le Bourget, kde byly předvedeny i během letu.
První prototyp dolétal v listopadu 1956, druhý v prosinci 1957. Skončily jako pozemní cíle pro nácvik vzdušné střelby.

## Hlavní technické údaje
Údaje dle
- Rozpětí: 11,60 m
- Délka: 13,00 m
- Výška: 4,05 m
- Nosná plocha: 22,20 m²
- Hmotnost prázdného letounu: 3420 kg
- Maximální vzletová hmotnost: 6000 kg
- Maximální rychlost: M = 0,92
- Dostup: 12 800 m